# دوغلاس ماكغريغور
دوغلاس ماكغريغور (بالإنجليزية: Douglas McGregor) هو عالم نفس وأستاذ جامعي وكاتب واقتصادي أمريكي، ولد في 1906 في ديترويت في الولايات المتحدة، وتوفي في 1 أكتوبر 1964 في فرنسا.

## وصلات خارجية
- دوغلاس ماكغريغور على موقع الموسوعة البريطانية (الإنجليزية)